# Imilce
Imilce (fl. III secolo a.C.), vissuta nel III secolo a.C., è stata una principessa iberica, nativa di Castulo (oggi Linares), principalmente nota per essere stata sposa di Annibale, negli anni in cui questi operava in Iberia sotto Asdrubale Maior.

## Biografia
La sua formazione culturale era ellenistica e punica. Sposò Annibale, dandogli un figlio, il cui nome non ci è pervenuto. È presumibile che quest'ultimo abbia avuto il nome di Amilcare, secondo un'ipotesi formulata dal professor Giovanni Brizzi. Morì nel corso della Seconda guerra punica, mentre il marito era impegnato nella sua campagna d'Italia.